# Oliver Prescott (Mediziner, 1762)
Oliver Prescott (* 4. April 1762 in Groton, Province of Massachusetts Bay; † 26. September 1827 in Newburyport, Massachusetts) war ein US-amerikanischer Arzt.

## Leben und Wirken
Oliver Prescott wurde 1783 von der Harvard-Universität graduiert und 1814 mit dem Ehren-Doktorgrad geehrt. 1787 diente er als Chirurg der Truppen, welche die Shays’ Rebellion unterdrückten. Bis 1811 praktizierte er in Groton (Massachusetts), anschließend in Newburyport.
Bekannt wurde er durch ein Referat, das er 1813 vor der Massachusetts Medical Society über die medizinische Verwendung des Mutterkorns hielt.
Sein Vater, Oliver Prescott, Sr., war ebenfalls Arzt. Er gehörte zu den Gründungsmitgliedern der American Academy of Arts and Sciences.

## Werke
- A dissertation on the natural history and medical effects of the secale cornutum, or ergot. Boston 1813, (Digitalisat)